# Gotland (otok)
Gotland (/ˈɡɒtlənd/; švedsko: [ˈɡɔ̌tːland] ⓘ; Gutland v gutniščini), zgodovinsko tudi Gottland ali Gothland (/ˈɡɒθlənd/), je največji švedski otok. Je tudi regija/okrožje (švedsko län), občina in škofija. Regija vključuje otoka Fårö in Gotska Sandön na severu ter otoka Karlsö (Lilla in Stora) na zahodu. Prebivalstvo šteje 61.023 (2024), od tega približno 23.600 živi v Visbyju, glavnem mestu. Zunaj Visbyja so manjša naselja in pretežno podeželsko prebivalstvo. Otok Gotland in druga območja regije Gotland predstavljajo manj kot en odstotek celotne površine Švedske. Okrožje, ki ga tvori arhipelag, je drugo najmanjše po površini in najmanj poseljeno na Švedskem. Kljub majhnosti zaradi ozke širine je razdalja med najbolj oddaljenimi točkami naseljenih otokov približno 170 kilometrov.
Gotland je popolnoma integriran del Švedske brez posebne avtonomije, za razliko od več drugih obalnih otoških skupin v Evropi. Zgodovinsko gledano je obstajala jezikovna razlika med arhipelagom in celino, pri čemer je bila gutščina materni jezik. V zadnjih stoletjih je švedščina skoraj v celoti prevzela oblast in otok je v sodobnem času praktično enojezičen švedski. Arhipelag je zelo priljubljena domača turistična destinacija za celinske Švede, saj se število prebivalcev poleti zelo poveča. Med razlogi sta sončno podnebje in obsežna obala, ki meji na mile vode. Poleti Visby gosti politični dogodek Teden Almedalen, ki mu sledi Teden srednjeveške dobe, kar še dodatno poveča število obiskovalcev. Pozimi Gotland običajno ostane obdan z vodo brez ledu in ima milo vreme.
Gotland je bil naseljen že od približno leta 7200 pr. n. št. Glavni viri dohodka otoka so kmetijstvo, predelava hrane, turizem, storitve informacijske tehnologije, oblikovanje in nekaj težke industrije, kot je proizvodnja betona iz lokalno pridobljenega apnenca. Z vojaškega vidika ima strateško lokacijo v središču Baltskega morja in je dom Gotlandskega polka, ki je bil ponovno ustanovljen leta 2018.

## Zgodovina

### Od prazgodovine do vikinške dobe
Otok je bil dom Gutov, najdišča, kot je naselje Ajvide, pa kažejo, da je bil naseljen že od prazgodovine. Študija DNK, opravljena na 5000 let starih okostnih ostankih treh lovcev na tjulnje iz srednjega neolitika z Gotlanda, je pokazala, da so bili v sorodu s sodobnimi Finci, medtem ko se je izkazalo, da je bil kmet iz župnije Gökhem v Västergötlandu na celini tesneje povezan s sodobnimi Sredozemci. To je skladno s širjenjem kmetijskih ljudstev z Bližnjega vzhoda približno v tistem času.
Gutasaga (saga o zgodovini Gotlanda pred njegovim pokristjanjevanjem) vsebuje legende o tem, kako je otok naselil Þieluar in ga naselili njegovi potomci. Prav tako pove, da se je tretjina prebivalstva morala izseliti in naseliti v južni Evropi, kar je tradicija, povezana s selitvijo Gotov, katerih ime ima isti izvor kot Gutes, domače ime prebivalcev otoka. Kasneje pove, da so se Guti prostovoljno podredili švedskemu kralju, in trdi, da je bila podreditev utemeljena na medsebojnem dogovoru, ter navaja dolžnosti in obveznosti švedskega kralja in škofa v odnosu do Gotlanda. Po mnenju nekaterih zgodovinarjev torej ne gre le za prizadevanje za zapis zgodovine Gotlanda, temveč tudi za uveljavitev neodvisnosti Gotlanda od Švedske.
Awair Strabain je naveden kot ime moža, ki je s švedskim kraljem sklenil obojestransko koristen sporazum; Dogodek bi se moral zgoditi pred koncem devetega stoletja, ko je Wulfstan iz Hedebyja poročal, da je otok podvržen Švedom:
Nato smo po deželi Bornholm na levi imeli dežele, ki so se od nekdaj imenovale Blekingey, Meore, Eowland in Gotland, vse to ozemlje pa je podvrženo Sweonom; Weonodland pa je bil vse do ustja Visle.
Število arabskih dirhamov, odkritih samo na otoku Gotland, je osupljivo veliko. V različnih zakladih, ki so okoli otoka, je teh srebrnikov več kot na katerem koli drugem najdišču v zahodni Evraziji. Skupna vsota je skoraj tako velika kot število, ki so ga izkopali v celotnem muslimanskem svetu. Ti kovanci so se po Srebrni krzneni poti premikali proti severu s trgovino med ruskimi trgovci in Abasidskim kalifatom, denar, ki so ga zaslužili skandinavski trgovci, pa je pomagal severni Evropi, zlasti vikinški Skandinaviji in Karolinškemu cesarstvu, da postanejo glavna trgovska središča v naslednjih nekaj stoletjih.
Runski kamen iz otoka Berezan, odkrit leta 1905 v Ukrajini, je izdelal varjaški (vikinški) trgovec Grani v spomin na svojega poslovnega partnerja Karla. Domneva se, da so bili z Gotlanda.

#### Pomembne arheološke najdbe
Na Gotlandu so našli skrinjo Mästermyr, pomemben artefakt iz vikinške dobe.
16. julija 1999 so na polju na kmetiji Spillings severozahodno od Slite našli največji vikinški srebrni zaklad na svetu, zaklad Spillings. Srebrni zaklad je bil razdeljen na dva dela, ki sta tehtala skupno 67 kg (27 kg in 40 kg), in je bil sestavljen večinoma iz kovancev, približno 14.000, iz tujih držav, večinoma islamskih. Vseboval je tudi približno 20 kg bronastih predmetov ter številne vsakdanje predmete, kot so žeblji, steklene kroglice, deli orodja, keramika, železni obročki in zaponke. Zaklad so našli z detektorjem kovin, provizija za najditelja, ki jo je prejel kmet, lastnik zemljišča, pa je znašala več kot 2 milijona kron (približno 308.000 ameriških dolarjev). Zaklad so našli skoraj po naključju med snemanjem poročila za TV4 o nezakonitem lovu na zaklad na Gotlandu.

### Srednji vek
Gotland je že zgodaj postal trgovsko središče, mesto Visby pa najpomembnejše hanzeatsko mesto v Baltskem morju. V poznem srednjem veku je imel otok dvajset okrožnih sodišč (ting), vsako od njih pa je zastopal njegov izvoljeni sodnik na islandskem tingu, imenovanem landsting. Na landsting-u so odločali o novih zakonih, ki so se nanašali tudi na otok kot celoto. Najstarejši zabeleženi zakon za otok je Gutalagen, ki je bil napisan okoli leta 1220 n. št. in je ostal v uporabi do leta 1645, ko je Švedska ponovno prevzela nadzor nad otokom od Danske.
Mesto Visby in preostali del otoka sta bila upravljana ločeno, državljansko vojno, ki so jo povzročili konflikti med nemškimi trgovci v Visbyju in kmeti, s katerimi so trgovali na podeželju, pa je moral leta 1288 zatreti švedski kralj Magnus Švedski. Leta 1361 je danski Valdemar Atterdag napadel otok. Danski napadalci so po zbiranju za bitko pri Mästerbyju ubili približno 1500 gotlandskih kmetov. Bratje Victual so leta 1394 zasedli otok, da bi si v Visbyju postavili lastno trdnjavo kot sedež. Končno je Gotland postal fevd tevtonskih vitezov, ki jim je bil podeljen pod pogojem, da iz njihovega utrjenega svetišča izženejo piratske brate Victual. Invazijska vojska tevtonskih vitezov je leta 1398 osvojila otok, uničila Visby in pregnala brate Victual z Gotlanda. Leta 1409 je veliki mojster tevtonskih vitezov Ulrich von Jungingen zagotovil mir s Kalmarsko unijo Skandinavije, tako da je otok Gotland prodal kraljici Margareti Danski, Norveški in Švedski.
Avtoriteta landstinga se je po zasedbi otoka s strani tevtonskega reda postopoma zmanjševala, nato pa ga je prodal Eriku Pomeranskemu, po letu 1449 pa so mu vladali danski guvernerji. V poznem srednjem veku je ting sestavljalo dvanajst predstavnikov kmetov, svobodnih posestnikov ali najemnikov.

### Zgodnje moderno obdobje
Od podpisa pogodbe iz Brömsebra leta 1645 je otok ostal pod švedsko oblastjo.
19. septembra 1806 je Gustav IV. Adolf Švedski ponudil suverenost Gotlanda redu svetega Janeza Jeruzalemskega, ki je bil leta 1798 izgnan z Malte, vendar je red ponudbo zavrnil, saj bi to pomenilo, da se je odpovedal svojim zahtevam po Malti. Red ni nikoli več pridobil svojega ozemlja in se je sčasoma ponovno uveljavil v Rimu kot Suvereni vojaški malteški red.
22. aprila 1808 se je med finsko vojno med Švedsko in Rusijo ruska vojska izkrcala na jugovzhodnih obalah Gotlanda blizu Grötlingba. Pod poveljstvom Nikolaja Andrejeviča Bodiska je 1800 Rusov brez boja ali spopada zavzelo mesto Visby in okupiralo otok. Iz Karlskrona je bila poslana švedska reševalna odprava pod poveljstvom admirala Rudolfa Cederströma z 2000 možmi; otok je bil osvobojen in Rusi so se predali. Ruske sile so otok zapustile 18. maja 1808.

## Uprava
Tradicionalne švedske regije danes ne služijo nobenim upravnim ali političnim namenom, temveč so zgodovinske in kulturne enote. V primeru Gotlanda pa zaradi svoje otoške lege upravno okrožje (län), okrožje Gotland, in občina (kommun), pokrivajo isto ozemlje kot regija. Poleg tega je škofija Visby prav tako skladna s regijo. Gotland je tradicionalno razdeljen na 92 sockenov. 1. januarja 2016 so bili vsi preoblikovani v okrožja, upravna območja z enakimi mejami kot nekdanji sockeni.

## Geografija
Gotland je največji švedski otok in največji otok, ki ga v celoti obdaja Baltsko morje (z dansko Zelandijo na robu Baltskega morja). S skupno površino 3183,7 km2 otok Gotland in druga območja regije Gotland predstavljajo 0,8 % celotne švedske kopenske površine. Regija vključuje majhna otoka Fårö in Gotska Sandön na severu ter otoka Karlsö (Lilla in Stora) na zahodu, ki sta še manjša. Otok Gotland ima površino 2994 km2, medtem ko ima regija 3183,7 km2. Decembra 2021 je imelo 61.001 prebivalcev. Leta 2016 je v Visbyju, ki je sedež občine in glavno mesto okrožja, živelo približno 23.600 ljudi (približno 40 % prebivalcev).
Gotland je približno 90 km vzhodno od švedske celine in približno 130 km od baltskih držav, najbližje so Latvija. Gotland je ime glavnega otoka, vendar sosednji otoki na splošno veljajo za del Gotlanda in gotlandske kulture:
- Furillen
- Fårö
- Gotska Sandön, narodni park na Švedskem
- Otoki Karlsö (Stora Karlsö in Lilla Karlsö)
- Laus holmar
- Ytterholmen
- Östergarnsholm

V bližini obale otoka je več plitvih jezer. Največje je jezero Bästeträsk, ki je v bližini Fleringeja v severnem delu Gotlanda. Ptičji rezervat Hoburg Shoal je na južni konici otoka. Najvišja točka otoka je Lojsta Hed, ki se dviga 82 m nadmorske višine. Povprečna višina otoka je 29 metrov.
Naselja poleg Visbyja so:
Burgsvik, Fårösund, Hemse, Klintehamn, Roma, Slite, Tofta, Vibble
Od teh je Hemse največje naselje na južnem Gotlandu in skupaj z Romo dve največji vasi v notranjosti. Burgsvik je najjužnejši kraj, Fårösund pa najsevernejši. Otok Fårö je stalno naseljen, vendar ima le nekaj sto prebivalcev skozi vse leto in nima stalne fiksne povezave z glavnim otokom. Prebivalci so za prevoz čez preliv, široko približno 1,3 km, odvisni od brezplačnega trajekta za avtomobile, ki je na voljo 24 ur na dan in traja približno osem minut. Fårö bo morda v prihodnosti povezan z glavnim otokom z mostom, vendar je projekt imel veliko zamud zaradi financiranja. Na najbližji točki sta otoka ločena z manj kot 500 metri, čeprav je to oddaljeno od cestnih povezav.
Slite je največje naselje na redko poseljeni vzhodni obali Gotlanda. Vzhodno obalo Gotlanda, vključno s sosednjimi morskimi vodami in otočki, je organizacija BirdLife International razglasila za pomembno območje za ptice (IBA) s površino 150.000 hektarjev, ker podpira vrsto vodnih ptic, pobrežnikov in čiger.

### Podnebje
Gotland ima polkontinentalno morsko podnebje (Cfb). To ima za posledico večje sezonske razlike, kot so značilne za morsko podnebje, kljub temu da ga Baltsko morje obdaja na velikih razdaljah v vseh smereh. To je posledica močnih celinskih vetrov, ki potujejo čez morje z okoliških velikih kopnin. Sezonske temperaturne razlike so manjše na bolj izoliranih krajih na otoku, kot sta Hoburgen ali Östergarnsholm, kjer sta jesen in zima toplejši, spomladi in poleti pa hladnejši. Sezonski zamik je izjemno močan na vremenski postaji Östergarnsholm. Na primer, december je toplejši od marca, najnižje temperature pa so podobne aprilu. Avgust je običajno najtoplejši mesec, kar je na švedskih lokacijah nenavaden pojav. V glavnem mestu Visby so temperature julija in avgusta precej enakomerne.
Ker zime običajno ostanejo tik nad lediščem in brakična voda ostane tekoča dlje kot sladka, morje ostane brez ledu vse leto, razen ob redkih ekstremnih hladnih valovih. Nazadnje je celotna pot od celine do Gotlanda zamrznila leta 1987, ko so za vzdrževanje potniškega in tovornega prometa na otok uporabljali ledolomilce.

### Geologija
Gotland je sestavljen iz zaporedja sedimentnih kamnin silurske dobe, ki se spuščajo proti jugovzhodu. Glavno silursko zaporedje apnencev in skrilavcev obsega trinajst enot, ki segajo od 200 do 500 m stratigrafske debeline, najdebelejše na jugu in prekrivajo 75 do 125 m debelo ordovicijsko zaporedje.
Odložil se je v plitvem, vročem in slanem morju na robu ekvatorialne celine. Globina vode ni nikoli presegla 175 do 200 m in je sčasoma postajala plitvejša, ko so biohermni detritusi in kopenski sedimenti napolnili kotlino. Rast grebenov se je začela v obdobju Llandovery, ko je bilo morje globoko od 50 do 100 m, grebeni pa so še naprej prevladovali v sedimentnih odlagališčih. Nekaj peščenjakov je prisotnih v najmlajših kamninah proti jugu otoka, ki predstavljajo peščene sipine, odložene zelo blizu obale.
Apnenčaste kamnine so preperele v značilne kraške kamnite formacije, znane kot rauki. Fosili, predvsem krinoidov, rugoznih koral in brahiopodov, so bogati po vsem otoku; ponekod so ohranjeni paleomorski skladi.

## Gospodarstvo
Glavni viri dohodka otoka so kmetijstvo, predelava hrane, turizem, IT-rešitve, oblikovanje in nekaj težke industrije, kot je proizvodnja betona iz lokalno izkopanega apnenca. Večina gospodarstva Gotlanda temelji na proizvodnji majhnega obsega. Leta 2012 je bilo na Gotlandu registriranih več kot 7500 podjetij. 1500 od teh je imelo več kot enega zaposlenega. Gotland ima najsevernejši vinograd in vinarno na svetu, ki je v Hablingbu.

### Turizem
Prvi sodobni turisti so prišli na Gotland v 19. stoletju in so bili znani kot 'kopalci'. Gotland je postal zelo priljubljen med družabniki v tistem času zaradi princese Eugenie, ki je od 1860-ih živela v Västerhejdeju na zahodnem delu otoka.
Ko je bil leta 1938 sprejet nov zakon, ki je vsem zaposlenim na Švedskem zagotavljal dvotedenski dopust in je kampiranje postalo priljubljena zabava med Švedi, je leta 1955 Gotland obiskalo 80.000 ljudi. V 1970-ih je Gotland privlačil predvsem mlade. Od leta 2010 je otok postal bolj vsestranska počitniška destinacija, ki jo na vse mogoče načine obiskujejo ljudje z vsega sveta.
Leta 2001 je bil peta največja turistična destinacija na Švedskem glede na skupno število nočitev. Gotland je običajno del Švedske, ki prejme največ sončnih ur na leto, Visby pa je statistično lokacija z največ sončnimi urami na Švedskem.[89] Leta 2007 je Gotland obiskalo približno 750.000 ljudi.
Leta 1996 so trajekti med Gotlandom in celinsko Švedsko prvič prepeljali več kot milijon potnikov na leto. Leta 2007 je število potnikov preseglo 1,5 milijona. Leta 2012 so trajekti prepeljali 1.590.271 potnikov, letalske družbe pa 327.255 potnikov. Tudi med pandemijo COVID-19 se turizem ni bistveno spremenil, saj so se Švedi raje odločili za obisk otoka kot za potovanje v tujino.ref>Delby, Johan (4. avgust 2020). »Hyfsad sommar för Gotlands turism« [Acceptable summer for Gotland's tourism] (v švedščini). Dagens Samhälle. Arhivirano iz spletišča dne 25. maja 2022. Pridobljeno 10. maja 2022.</ref>